# Strangeulation
Albums de Tech N9ne
Something Else
(2013) Special Effects
(2015)
Strangeulation est le quinzième album studio du rappeur Tech N9ne, sorti le 6 mai 2014.
L'album s'est classé 1er au Top R&B/Hip-Hop Albums, au Top Rap Albums et au Top Independent Albums, 5e au Billboard 200 et 6e au Top Digital Albums.

## Liste des titres
| No  | Titre                                                                                         | Auteur | Producteur(s) | Durée |
| --- | --------------------------------------------------------------------------------------------- | --- | ------------- | ----- |
| 1.  | Strangeulation I                                                                              | Aaron Yates, Michael Summers                                                                                        | Seven         | 1:50  |
| 2.  | Hard (A Monster Made It) (featuring Murs)                                                     | Yates, Summers, Nicholas Carter                                                                                     | Seven         | 3:57  |
| 3.  | Over It (featuring Ryan Bradley)                                                              | Yates, Summers, Manzilla Marquis Queen                                                                              | Seven         | 4:28  |
| 4.  | Make Waves (featuring Krizz Kaliko, Rittz et Tyler Lyon)                                      | Yates, Summers, Tyler Lyon, Jonathan McCollum, Samuel Watson                                                        | Seven         | 4:55  |
| 5.  | Nobody Cares: (The Remix) (featuring Krizz Kaliko, Stevie Stone, Wrekonize, Bernz et Ces Cru) | Yates, Summers, Watson, Queen, Bernardo Garcia, Donnie H. King, Benjamin Miller, Mike S. Viglione, Stephen Williams | Seven         | 4:59  |
| 6.  | Great Night (featuring Ces Cru)                                                               | Yates, Summers, King, Viglione                                                                                      | Seven         | 3:32  |
| 7.  | Red Rags (featuring Big Scoob, Jay Rock et Kutt Calhoun)                                      | Yates, Summers, Steward D. Ashby, Melvin Calhoun, Johnny McKinzie                                                   | Seven         | 3:56  |
| 8.  | Strangeulation II (featuring Stevie Stone, Murs, Brotha Lynch Hung et Godemis)                | Summers, King, Williams, Nicholas Carter, Kevin Mann                                                                | Seven         | 3:06  |
| 9.  | Which One (featuring Murs et Godemis)                                                         | Yates, Summers, Carter, King                                                                                        | Seven         | 2:56  |
| 10. | American Horror Story (featuring Ces Cru)                                                     | Yates, Summers, King, Viglione                                                                                      | Seven         | 4:09  |
| 11. | Fear (featuring Mackenzie O'Guin)                                                             | Yates, Summers, Queen, Watson, Mackenzie O'Guin,                                                                    | Seven         | 4:25  |
| 12. | Strangeulation III (featuring Bernz, Kutt Calhoun, Ubiquitous et Wrekonize)                   | Summers, Calhoun, Miller, Viglione, Bernardo Garcia                                                                 | Seven         | 3:39  |
| 13. | Na Na (featuring Stevie Stone et Rittz)                                                       | Yates, Summers, McCollum, Williams                                                                                  | Seven         | 4:08  |
| 14. | Stink (featuring Krizz Kaliko, Stevie Stone et Kendall Morgan)                                | Yates, Summers, Watson, Williams, Kendall Morgan, Khris Rickards                                                    | Seven         | 3:59  |
| 15. | The Calling (featuring Tyler Lyon)                                                            | Yates, Summers, Lyon                                                                                                | Seven         | 4:18  |
| 16. | Strangeulation IV (featuring Prozak, Big Scoob, Krizz Kaliko et Rittz)                        | Ashby, McCollum, Summers, Watson, Steven T. Shippy                                                                  | Seven         | 3:14  |
| 17. | We Are Free (featuring Bernz et Wrekonize)                                                    | Yates, Summers, Garcia, Miller, Queen, Shalini Perumalla                                                            | Seven         | 4:30  |

| 18. | Sut Mig                                                                                           | Yates, Jeffrey James, Thomas Burns, Farrell Rogers               | Jeffrey « Frizz » James, Thomas « Tom » Burns, Farrell « Rell » Rogers | 3:23 |
| 19. | SOTG Remix Intro                                                                                  |                                                                  |                                                                        | 0:22 |
| 20. | Straight Out the Gate: (The Scott Stevens Remix) (featuring John 5, Krizz Kaliko et Serj Tankian) | Yates, Serj Tankian, John Lowery, Watson, Scott Stevens, Summers | Seven, Scott « The Ninja » Stevens                                     | 3:44 |
| 21. | Withdrawal (featuring Krizz Kaliko)                                                               | Yates, Watson, Summers                                           | Seven                                                                  | 3:58 |

| 22. | Nobody Cares (featuring Krizz Kaliko et Stevie Stone) | Seven | 4:11 |